# Aartsbisschop van Dublin

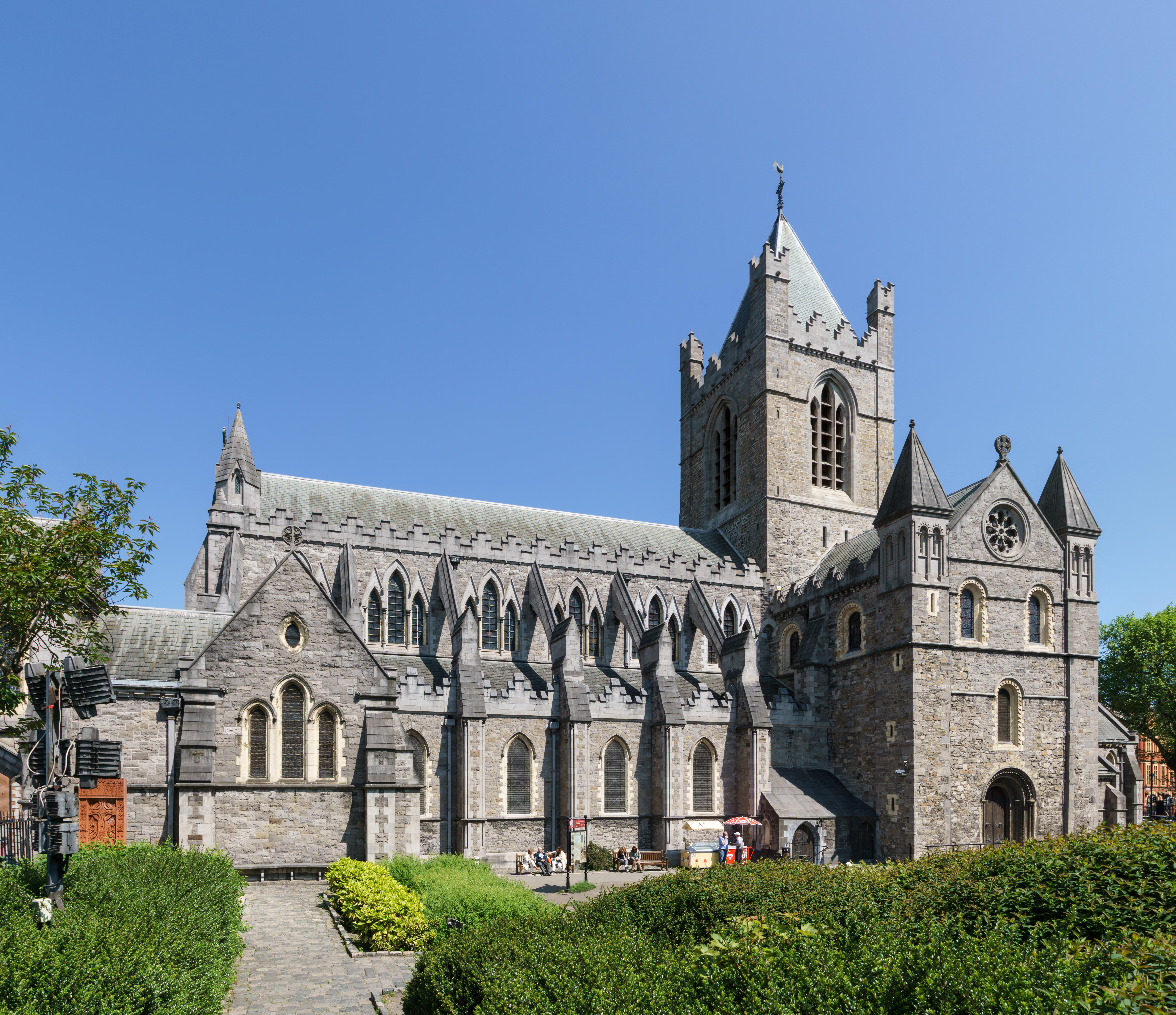
Christ Church Cathedral (Kerk van Ierland)

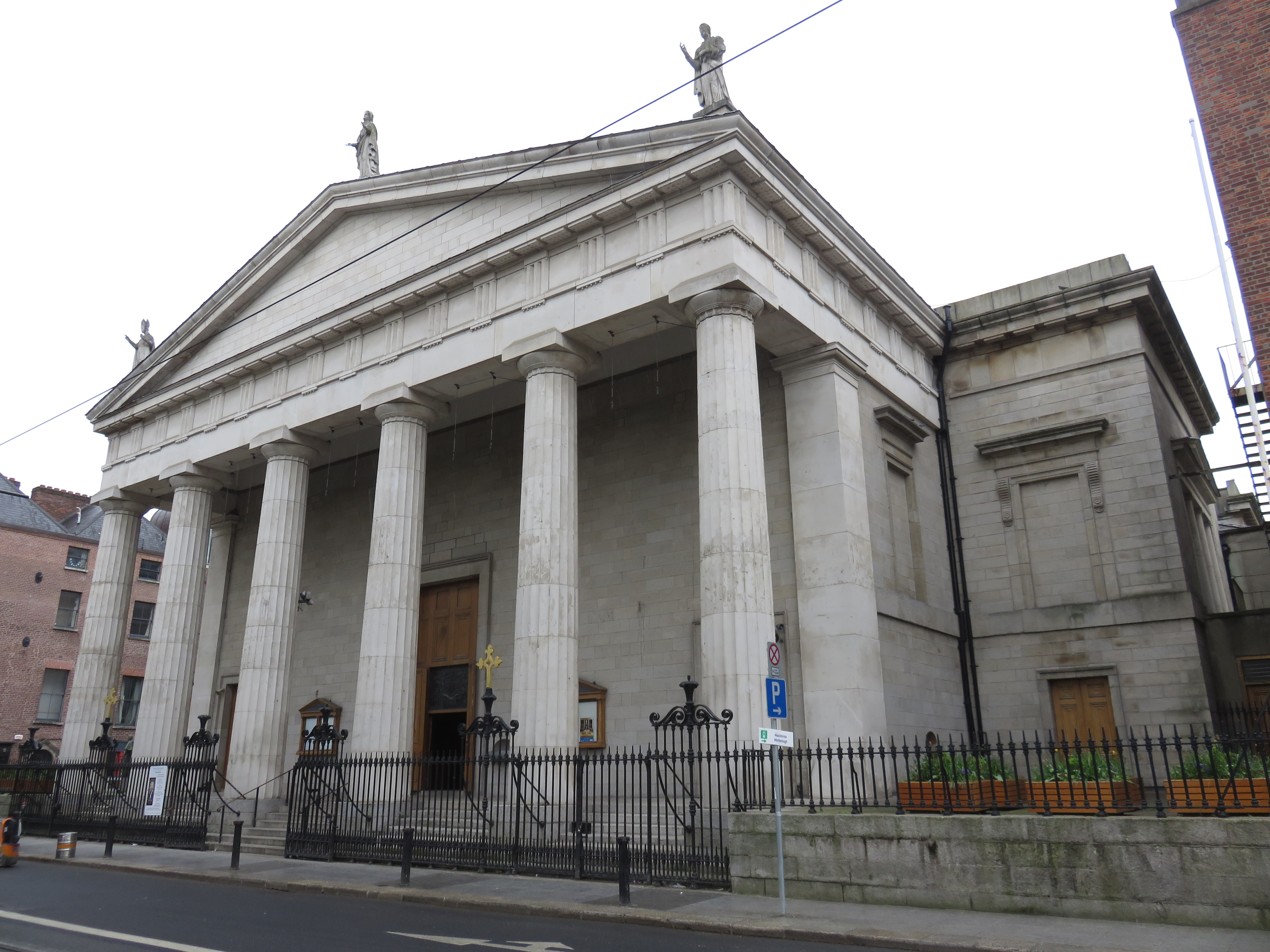
Saint Mary's Pro-Cathedral (Rooms-Katholieke Kerk)

De aartsbisschop van Dublin is een kerkelijke titel voor geestelijke gezagdragers van de Rooms-Katholieke Kerk en de (protestantse) Kerk van Ierland. Zowel de rooms-katholieke als de anglicaanse aartsbisschop is Primaat van Ierland. (De aartsbisschop van Armagh is Primaat van Heel Ierland.) Beiden claimen in de apostolische successie te staan.

## Lijst van aartsbisschoppen van Dublin

### Aartsbisschoppen van vóór de Reformatie
De aartsbisschoppen van Dublin van voor de reformatie behoorden tot de Rooms-Katholieke Kerk.
- Dunan (Donatus I) (ca. 1030–1074)
- Gilla Pátraic (Patricius, Patrick) (1074–1084)
- Donngus Ua hAingliu (Donatus II) (1085–1095)
- Samuel Ua hAingliu (1096–1121)
- Gréne (Gregorius, Gregor) (1121–1161) (vanaf 1152 de eerste aartsbisschop)
- Lorcán Ua Tuathail (Laurentius, Laurence O’Toole) (1162–1180)
- John Comyn (1182–1212)
- Henry of London (1213–1228) (na de vereniging van het Bisdom Glendalough in 1216 aartsbisschop van Dublin en Glendalough)
- Luke (1230–1255)
- Fulk of Sandford (1256–1271)
- John of Darlington OP (1279–1284)
- John of Sandford (1286–1294)
- Thomas de Chadworth (niet gewijd) (1295–1299)
- William Hotham OP (1297–1298)
- Richard of Ferrings (1299–1306)
- Richard de Havering (niet gewijd) (1307–1310)
- John Lech (Leeck) (1311–1313)
- Alexander Bicknor (1317–1349) (ook Lord Chancellor of Ireland)
- John de St Paul (1350–1362) (ook Lord Chancellor of Ireland)
- Thomas Minot (1363–1375)
- Robert Wikeford (1376–1390) (ook Lord Chancellor of Ireland)
- Robert Waldby OSA (1391–1395) (daarna bisschop van Chichester)
- Richard Northalis OCarm (1396–1397)
- Thomas Cranley (1397–1417) (ook Lord Chancellor of Ireland)
- Richard Talbot (1418–1449) (ook Lord Chancellor of Ireland)
- Michael Tregury (1450–1471)
- John Walton (1472–1484)
- Walter Fitzsimons (1484–1511) (ook Lord Chancellor of Ireland)
- William Rokeby (1512–1521) (ook Lord Chancellor of Ireland)
- Hugh Inge OP (1523–1528) (ook Lord Chancellor of Ireland)
- John Alen oder Allen (1530–1534) (ook Lord Chancellor of Ireland)

### Rooms-katholieke aartsbisschoppen van Dublin
| Afbeelding | Persoon                               | Periode         | Opmerking(en)       |
| ---------- | ------------------------------------- | --------------- | ------------------- |
|            | Sedisvacatie                          | 1567 - onbekend |                     |
|            | Donald                                | Data onbekend   |                     |
|            | Mateo de Oviedo OFM (1547-1610)       | 1600 - 1610     |                     |
|            | Eugene Matthews (1574-1623)           | 1611 - 1623     |                     |
|            | Thomas Fleming (1593-1665)            | 1623 - 1665     |                     |
|            | James Dempsey                         | 1657 - 1665     | apostolisch vicaris |
|            | Richard Butler                        | 1665 - onbekend | apostolisch vicaris |
|            | Peter Talbot (1620-1680)              | 1669 - 1680     |                     |
|            | Patrick Russell (1629-1692)           | 1683 - 1692     |                     |
|            | Peter Creagh (1642-1705)              | 1693 - 1705     |                     |
|            | Edmund Byrne (1656-1724)              | 1707 - 1724     |                     |
|            | Edward Murphy (1651-1729)             | 1724 - 1729     |                     |
|            | Luke Fagan (1659-1733)                | 1729 - 1733     |                     |
|            | John Linegar (1671-1757)              | 1733 - 1757     |                     |
|            | Richard Lincoln (1707-1763)           | 1757 - 1763     |                     |
|            | Patrick Fitzsimons (1695-1769)        | 1763 - 1769     |                     |
|            | John Carpenter (1729-1786)            | 1770 - 1786     |                     |
|            | John Troy OP (1739-1823)              | 1786 - 1823     |                     |
|            | Daniel Murray (1768-1852)             | 1823 - 1852     |                     |
|            | Paul kardinaal Cullen (1803-1878)     | 1852 - 1878     |                     |
|            | Edward kardinaal McCabe (1816-1885)   | 1879 - 1885     |                     |
|            | William Walsh (1841-1921)             | 1885 - 1921     |                     |
|            | Edward Joseph Byrne (1872-1940)       | 1921 - 1940     |                     |
|            | John Charles McQuaid CSSp (1895-1973) | 1940 - 1972     |                     |
|            | Dermot Ryan (1924-1985)               | 1972 - 1984     | Overleden in 1985   |
|            | Kevin McNamara (1926-1987)            | 1984 - 1987     |                     |
|            | Desmond kardinaal Connell (1926-2017) | 1988 - 2004     | Overleden in 2017   |
|            | Diarmuid Martin (1945-)               | 2004 - 2020     |                     |
|            | Dermot Farrell (1954-)                | 2020 - heden    |                     |

### Anglicaanse (Kerk van Ierland) aartsbisschoppen van Dublin
| Afbeelding         | Persoon                                       | Periode            | Opmerking(en)                                                                                 |
| ------------------ | --------------------------------------------- | ------------------ | --------------------------------------------------------------------------------------------- |
|                    | George Browne (†1656)                         | 1536 - 1554        | Aartsbisschop op voorspraak van koning Hendrik VIII; afgezet in opdracht van koningin Maria I |
|                    | Hugh Curwen (1500-1568)                       | 1555 - 1567        | Ging onder de regering van koningin Elizabeth I over tot het anglicaanse geloof               |
|                    | Adam Loftus (1533-1607)                       | 1567 - 1607        |                                                                                               |
|                    | Thomas Jones (1550-1619)                      | 1605 - 1619        |                                                                                               |
|                    | Lancelot Bulkeley (1568?-1650)                | 1619 - 1650        |                                                                                               |
| Vacant (1650-1661) | Vacant (1650-1661)                            | Vacant (1650-1661) | Protectoraat van Engeland, Schotland en Ierland                                               |
|                    | James Margetson (1600-1678)                   | 1661 - 1663        | Nadien (1663-1678) aartsbisschop van Armagh                                                   |
|                    | Michael Boyle (1609-1702)                     | 1663 - 1679        | Nadien (1678-1702) aartsbisschop van Armagh                                                   |
|                    | John Parker (†1681)                           | 1679 - 1681        |                                                                                               |
|                    | Francis Marsh (1626-1693)                     | 1626 - 1693        |                                                                                               |
|                    | Narcissus Marsh (1638-1713)                   | 1694 - 1703        | Nadien (1703-1713) aartsbisschop van Armagh                                                   |
|                    | William King (1650-1729)                      | 1703 - 1729        |                                                                                               |
|                    | John Hoadly (1678-1746)                       | 1730 - 1742        | Nadien (1730-1742) aartsbisschop van Armagh                                                   |
|                    | Charles Cobbe (1686-1765)                     | 1743 - 1765        |                                                                                               |
|                    | The Honourable William Carmichael (1702-1765) | 1765               |                                                                                               |
|                    | Arthur Smyth (1706-1771)                      | 1765 - 1771        |                                                                                               |
|                    | John Cradock (1708-1778)                      | 1772 - 1778        |                                                                                               |
|                    | Robert Fowler (1724-1801)                     | 1779 - 1801        |                                                                                               |
|                    | Lord Charles Agar (1736-1809)                 | 1801 - 1809        |                                                                                               |
|                    | Euseby Cleaver (1745-1819)                    | 1809 - 1819        |                                                                                               |
|                    | Lord John Beresford (1773-1862)               | 1820 - 1822        | Nadien (1822-1862) aartsbisschop van Armagh                                                   |
|                    | William Magee (1766-1831)                     | 1822 - 1831        |                                                                                               |
|                    | Richard Whately (1787-1863)                   | 1831 - 1866        | Naast geestelijke ook filosoof en economist                                                   |
|                    | Richard Chevenix Trench (1807-1886)           | 1864 - 1884        | Afgetreden in 1884; overleden in 1886                                                         |
|                    | Lord William Conyngham (1828-1897)            | 1885 - 1897        |                                                                                               |
|                    | Joseph Ferguson Peacocke (1835-1916)          | 1897 - 1915        | Afgetreden in 1915; overleden in 1916                                                         |
|                    | John Bernard (1860-1927)                      | 1915 - 1919        | Afgetreden in 1919; overleden in 1927                                                         |
|                    | Charles D'Arcy (1859-1938)                    | 1919 - 1920        | Nadien (1920-1938) aartsbisschop van Armagh                                                   |
|                    | John Gregg (1873-1961)                        | 1920 - 1939        | Nadien (1939-1959) aartsbisschop van Armagh                                                   |
|                    | Arthur Barton (1881-1962)                     | 1939 - 1956        | Afgetreden in 1956; overleden in 1962                                                         |
|                    | George Simms (1910-1991)                      | 1959 - 1969        | Nadien (1969-1980) aartsbisschop van Armagh                                                   |
|                    | John Buchanan (1905-1984)                     | 1969 - 1977        | Afgetreden in 1977; overleden in 1984                                                         |
|                    | Henry McAdoo (1916-1998)                      | 1977 - 1985        | Afgetreden in 1985; overleden in 1998                                                         |
|                    | Donald Caird (1925-2017)                      | 1985 - 1996        | Emeritaat in 1996; overleden in 2017                                                          |
|                    | Walton Empey (1934-)                          | 1996 - 2002        | Emeritaat in 2002                                                                             |
|                    | John Neill (1945-)                            | 2002 - 2011        | Emeritaat in 2011                                                                             |
|                    | Michael Jackson (1956-)                       | 2011 - heden       |                                                                                               |